# Selezioni giovanili della nazionale femminile di pallavolo del Montenegro
Le selezioni giovanili della nazionale femminile di pallavolo del Montenegro sono gestite dalla federazione pallavolistica del Montenegro (OSCG) e partecipano ai tornei pallavolistici internazionali per squadre nazionali femminili limitatamente a specifiche classi d'età.

## Under 22
La selezione nazionale under 22 rappresenta il Montenegro nelle competizioni internazionali dove il limite di età è di 22 anni.
Non ha mai preso parte ad alcun torneo ufficiale.

## Under 21
La selezione nazionale under 21 rappresenta il Montenegro nelle competizioni internazionali dove il limite di età è di 21 anni.
Non ha mai preso parte ad alcun torneo ufficiale.

## Under 20
La selezione nazionale under 20 rappresenta il Montenegro nelle competizioni internazionali dove il limite di età è di 20 anni.
Non ha mai preso parte ad alcun torneo ufficiale.

## Under 19
La selezione nazionale under 19 rappresenta il Montenegro nelle competizioni internazionali dove il limite di età è di 19 anni.
Non ha mai preso parte ad alcun torneo ufficiale.

## Under 18
La selezione nazionale under 18 rappresenta il Montenegro nelle competizioni internazionali dove il limite di età è di 18 anni.
| Campionato europeo | Campionato europeo |
| Edizione           | Piazzamento        |
| ------------------ | ------------------ |
| 1995               | non esistente      |
| 1997               | non esistente      |
| 1999               | non esistente      |
| 2001               | non esistente      |
| 2003               | non esistente      |
| 2005               | non esistente      |
| 2007               | non qualificata    |
| 2009               | non qualificata    |
| 2011               | non qualificata    |
| 2013               | 12º posto          |
| 2015               | non qualificata    |
| 2017               | non qualificata    |
| 2024               | non qualificata    |

## Under 17
La selezione nazionale under 17 rappresenta il Montenegro nelle competizioni internazionali dove il limite di età è di 17 anni.
| Campionato europeo | Campionato europeo |
| Edizione           | Piazzamento        |
| ------------------ | ------------------ |
| 2018               | non qualificata    |
| 2020               | 11º posto          |
| 2022               | non qualificata    |
| 2023               | non qualificata    |

NB: Le edizioni dal 2018 al 2022 fanno capo all'attuale campionato under 18 mentre l'edizione 2023 all'attuale under 16.

## Under 16
La selezione nazionale under 16 rappresenta il Montenegro nelle competizioni internazionali dove il limite di età è di 16 anni.
| Campionato europeo | Campionato europeo |
| Edizione           | Piazzamento        |
| ------------------ | ------------------ |
| 2017               | non qualificata    |
| 2019               | non qualificata    |
| 2021               | non qualificata    |
| 2025               | 9º posto           |